# 朝鮮臨戰報國團
朝鮮臨戰報國團，是日治朝鮮下多個支持日本太平洋戰爭的親日派聯合團體，成立於1941年10月21日，一般簡稱報國團。
由親日派崔麟、金東煥主導的臨戰對策協議會與尹致昊的興亞報國會組成了朝鮮臨戰報國團，設立目標是宣揚皇道精神和在戰時體制下推進刷新國民生活。設立的目標是招攬朝鮮人作為特別志願兵，為日本的戰爭服役。
1941年10月22日，在京城府民館大講堂宣布朝鮮臨戰報國團正式成立，朗讀2千4百万半島臣民皆一致支持日本至聖戰結束，期望皇國興隆的誓言。團長是崔麟、副團長高元勲、専任理事李晟煥、顧問朴重陽、尹致昊。12月14日、李光洙、朱耀翰、李敦化等人進行打倒英美大演講。12月27日毛允淑、朴順天、崔貞熙、金活蘭、朴仁徳、任淑宰等朝鮮女性召開了決戰婦人大會，翌年1月5日成立了朝鮮臨戰報國團婦人隊，2月開始軍服修理作業。
在1942年11月，朝鮮臨戰報國團被國民總力朝鮮聯盟合併吸收。